# Бузе, Фридрих Александр
Фёдор Алекса́ндрович Бузе (нем. Friedrich Alexander Buhse; 1821, Рига — 1898) — российский ботаник.

## Биография
Родился 18 (30) ноября 1821 года в Риге в семье балтийских немцев.
После окончания Рижской губернской гимназии, в 1840—1842 годах учился на естественном отделении философского факультета Императорского Дерптского университета, затем — в Берлине и Гейдельбергском университете, где в 1843 году получил степень доктора философии. В том же году совершил путешествие в Далмацию, откуда приехал в Санкт-Петербург.

В 1847—1849 года совершил путешествие по Закаспию и Персии. Опубликовал, совместно с Пьером Эдмоном Буассье, «Перечень растений, собранных в поездке через Закавказье и Персию» (нем. Aufzählung der auf einer Reise durch Transkaukasien und Persien gesammelten Pflanzen; 1860). По предположению Д. М. О’Донохью, именно этот труд и был той самой книгой с иллюстрациями о путешествии в Персию, которую разорвал, будучи ребёнком, Зигмунд Фрейд и которая упоминается в знаменитом «Сне о ботанической монографии» в книге Фрейда «Толкование сновидений»:

Мой отец шутки ради отдал мне и моей старшей сестре книгу с таблицами в красках (описание путешествия в Персию) и велел нам её разорвать. С педагогической точки зрения это едва ли было разумно. Мне в то время было пять лет, а сестре три года, и этот эпизод, когда мы, дети, с радостью распотрошили книгу (я должен сказать, точно артишоки, лист за листом), почти единственный, который запечатлелся пластически в моей памяти из этого периода жизни.
В 13-м томе «Beiträge zur Kenntniss des Russischen Reiches und der angränzenden Länder Asiens» (1849) были напечатаны его заметки о путешествии: «Bergreise von Gilan nach Asterabad».
В 1857—1862 годах — помещик в Берземюнде  (латыш.).
В 1850—1856 годах — секретарь, в 1863—1867 годах — президент и с 1881 года — почётный член Рижского общества естествоиспытателей. Он был также почётным членом Обществ естествоиспытателей в Дерпте и Санкт-Петербурге. В 1852 году стал членом-корреспондентом Линнеевского общества Лиона.
Умер 17 (29) декабря 1898 года в Риге.

## Ботаническиетаксоны, названные в честь Бузе
В честь Бузе названы:
- Buhsia Bunge — род из семейства Каперсовые (Capparaceae).
- Tulipa buhseana Boiss. — Тюльпан Бузе: вид, растущий в Средней Азии[4].

## Растения, описанные Бузе
- Цикламен кавказский (Cyclamen elegans Boiss. et Buhse) (Syn. Cyclamen coum subsp. elegans (Boiss. et Buhse) Grey-Wilson)
- Oxytropis szovitsii Boiss. et Buhse[5][6]